# Dębowiec (powiat międzychodzki)
Dębowiec – osada w Polsce, położona w województwie wielkopolskim, w powiecie międzychodzkim, w gminie Sieraków.
Miejscowość leży na obszarze Puszczy Noteckiej. Wchodzi w skład sołectwa Bucharzewo.
Do 2024 r. miejscowość była przysiółkiem wsi Bucharzewo. W latach 1975–1998 przysiółek administracyjnie należał do województwa poznańskiego.
Dębowiec to jedna z Osad które nie mają pokrycia w Google maps a najbliższe miejsce które jest rzeczywiście pokryte to Kwiejce Nowe. 
Lokalizacja Dębowca to góra Gminy Sieraków.